# Białorzytka białogrzbieta
Białorzytka białogrzbieta (Oenanthe finschii) – gatunek małego ptaka z rodziny muchołówkowatych (Muscicapidae), podrodziny kląskawek. Występuje od Turcji po Bliski Wschód i państwa Azji Środkowej. Częściowo wędrowny. Gatunek nie jest zagrożony wyginięciem.
Długość ciała białorzytek białogrzbietych wynosi około 14–17,5 cm, masa ciała od 22 do 32 g. Wyróżniane są dwa podgatunki, jednak ich przedstawiciele nie różnią się znacząco. Występuje nieznaczny dymorfizm płciowy w upierzeniu. U samca pióra wierzchu ciała, karku i grzbietu są kremowożółte lub beżowe po białawe. Boki wierzchu głowy aż po kark, kuper oraz większość sterówek jest biała. Środkowa para sterówek i końcówki pozostałych piór w ogonie są czarne, podobnie jak przód głowy, gardło, boki szyi i skrzydła. Dorosłą samicę wyróżniają szarobrązowa głowa i wierzch ciała, z wyjątkiem pokryw usznych w cieplejszym odcieniu lub o barwie rdzawobrązowej. Skrzydła i ogon jak u samca. 
Środowiskiem życia tych ptaków są skaliste wzgórza, również zbocza górskie, rumowiska, stepy, wąwozy, równiny i obrzeża pustyń z rzadko rozmieszczonymi drzewami i krzewami. Żywią się owadami i ich larwami. Gniazdo umieszczone jest w zagłębieniu w skałach, w skarpie, niskim klifie; w niektórych obszarach zasięgu również w norach ssaków. W zniesieniu znajduje się od 4 do 6 jaj, które wysiadywane są przez samicę; inkubacja trwa 12–13 dni. Następnie samiec wraz z samicą opiekują się młodymi, które stają się w pełni opierzone po 15–16 dniach życia.

## Taksonomia
Po raz pierwszy gatunek opisał niemiecki odkrywca i ornitolog, Theodor von Heuglin. Opis ukazał się w Ornithologie Nordost-Afrika's, sporządzony został na podstawie informacji dostarczonych przez Finscha. Holotyp pochodził z Syrii. Pierwszy opis zawierał informacje o miejscach pozyskania znanych okazów, długość skrzydła, opis upierzenia i porównanie do innych gatunków. Autor nadał nowemu gatunkowi nazwę Saxicola Finschii. Obecnie (2021) Międzynarodowy Komitet Ornitologiczny (IOC) umieszcza białorzytkę białogrzbietą w rodzaju Oenanthe. Niektórzy autorzy uznają O. finschii za jeden gatunek razem z białorzytką srokatą (O. lugens). Różnice między podgatunkiem O. f. barnesi a O. l. persica są warte zbadania. Wiosną 2011 w południowo-wschodniej Turcji obserwowano samca nowo opisanego wówczas podgatunku O. l.warriae, który prawdopodobnie próbował wyprowadzić lęg z samicą białorzytki białogrzbietej.
Badania mtDNA wykazały, że klad obejmujący złotorzytki: rdzawosterną (O. xanthoprymna) i perską (O. chrysopygia) oraz kompleks dziewięciu taksonów – podgatunków białorzytek: etiopskiej (O. lugubris), jemeńskiej (O. lugentoides) i srokatej – reprezentuje linię rozwojową siostrzaną wobec linii rozwojowej białorzytki białogrzbietej.
Oprócz podgatunku nominatywnego opisano również O. f. barnesi, uznawany przez IOC. Opisany został początkowo jako odrębny gatunek, Saxicola barnesi, przez Eugene’a W. Oatesa w 1890. Podstawą do uznania go za odrębny podgatunek są różnice w upierzeniu. Holotyp nie został jasno wskazany; autor zaznaczył, że zbadał okazy z Beludżystanu, Iranu (wówczas Persji), pakistańskiego miasta Kwety i afgańskiego Kandaharu.
Fragment kladogramu rodzaju Oenanthe (Aliabadian et al. 2007; przyjęte kryterium to ekologia, zasięg geograficzny i cechy morfologiczne):
|  | O. moesta      |
|  |                |
|  | O. chrysopygia |
|  |                |

|  | O. picata   |
|  |             |
|  | O. lugens   |
|  |             |
|  | O. finschii |
|  |             |

|  | O. moesta      |
|  |                |
|  | O. chrysopygia |
|  |                |

|  | O. picata   |
|  |             |
|  | O. lugens   |
|  |             |
|  | O. finschii |
|  |             |

|  | O. moesta      |
|  |                |
|  | O. chrysopygia |
|  |                |

|  | O. picata   |
|  |             |
|  | O. lugens   |
|  |             |
|  | O. finschii |
|  |             |

|  | O. moesta      |
|  |                |
|  | O. chrysopygia |
|  |                |

|  | O. picata   |
|  |             |
|  | O. lugens   |
|  |             |
|  | O. finschii |
|  |             |

|  | O. moesta      |
|  |                |
|  | O. chrysopygia |
|  |                |

|  | O. picata   |
|  |             |
|  | O. lugens   |
|  |             |
|  | O. finschii |
|  |             |

|  | O. moesta      |
|  |                |
|  | O. chrysopygia |
|  |                |

|  | O. picata   |
|  |             |
|  | O. lugens   |
|  |             |
|  | O. finschii |
|  |             |

|  | O. moesta      |
|  |                |
|  | O. chrysopygia |
|  |                |

|  | O. picata   |
|  |             |
|  | O. lugens   |
|  |             |
|  | O. finschii |
|  |             |

|  | O. moesta      |
|  |                |
|  | O. chrysopygia |
|  |                |

|  | O. picata   |
|  |             |
|  | O. lugens   |
|  |             |
|  | O. finschii |
|  |             |

Nieco inne wyniki uzyskali autorzy po przeanalizowaniu jedynie kolorystyki upierzenia.

### Nazewnictwo
Epitet gatunkowy finschii nawiązuje do Friedricha Hermanna Otto Finscha (1839–1917), niemieckiego etnografa, naturalisty i podróżnika.

## Podgatunki i zasięg występowania

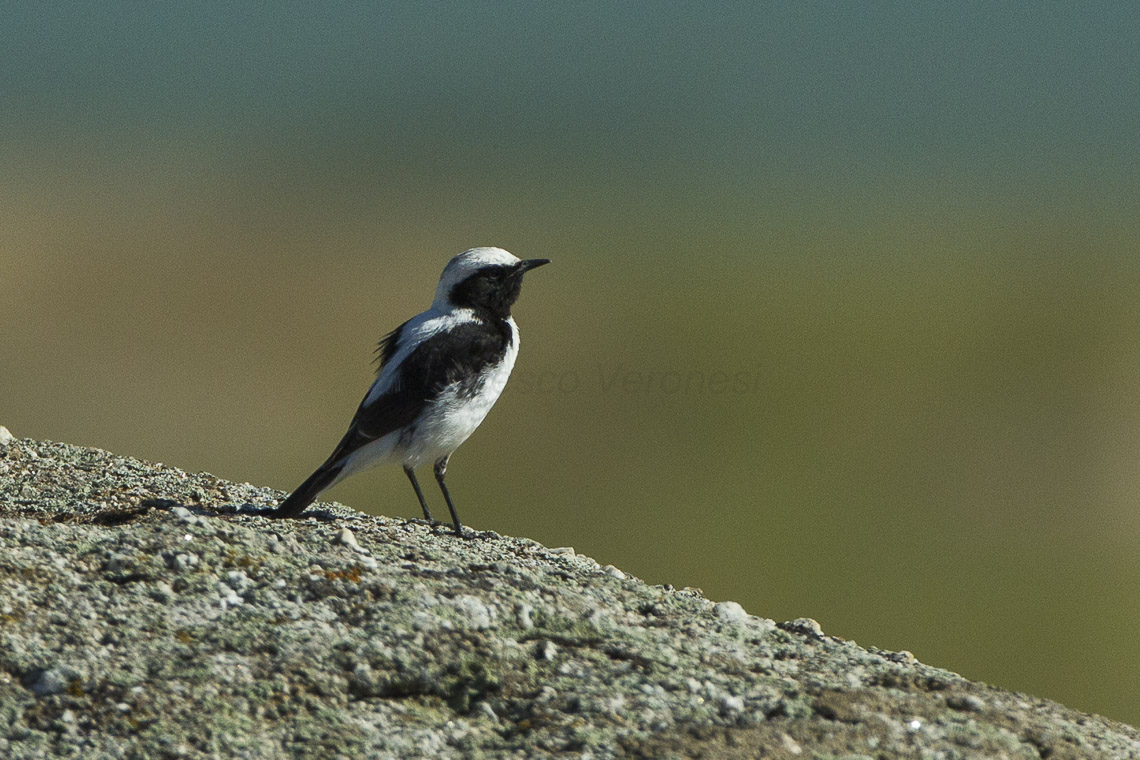
Osobnik sfotografowany w Uzbekistanie

Osobniki podgatunku O. f. finschii (Heuglin, 1869) gniazdują w Azji Mniejszej, Lewancie (również w północnym Izraelu) i dalej na wschód po zachodni i południowo-zachodni Iran. Poza sezonem lęgowym zamieszkują wschodnie wybrzeże Morza Śródziemnego, północny Egipt (jedynie okazjonalnie; północna dolina Nilu, okolice Kanału Sueskiego i Synaj) i Bliski Wschód. W Omanie białorzytki białogrzbiete zaobserwowano 4 razy (stan w 2015), m.in. 16 marca 1993 (drugie stwierdzenie).
Przedstawiciele O. f. barnesi (Oates, 1890) gniazdują we wschodniej Turcji, północno-wschodnim i wschodnim Iranie, południowo-centralnym i wschodnim Uzbekistanie oraz zachodnim Turkmenistanie; na wschód po południowo-centralny Kazachstan, wschodni Afganistan i zachodni Pakistan. Prawdopodobnie gniazdują również w skrajnie południowej Rosji (stwierdzone w Dagestanie). Poza sezonem lęgowym przebywają na terenach dawnej Mezopotamii i w południowo-zachodniej Azji.
Część populacji nie odbywa wędrówek. W Kazachstanie i Turkmenistanie białorzytki te pozostają na zimę, w południowo-zachodnim Uzbekistanie czyniło tak 70% osobników w badanej populacji. Możliwe, że rozkład wędrówek zależny jest od pogody.
Na obszarach, gdzie złotorzytka perska (O. chrysopygia) i białorzytki białogrzbiete współwystępują ze sobą, reprezentantów tych dwóch gatunków oddziela bariera wysokościowa. Złotorzytki rdzawosterne gnieżdżą się na tym samym obszarze, co przedstawiciele O. finschi w południowo-wschodniej Turcji i zachodnim Iranie. Białorzytki srokate podgatunku O. l. persica współwystępują z białorzytkami białogrzbietymi w górach Zagros w Iranie, jednakże reprezentanci tych dwóch taksonów zamieszkują inne środowiska; są również sympatryczne w zachodniej Azji Środkowej i Afganistanie. Nie stwierdzono krzyżowania się między przedstawicielami tych taksonów.

### Status w Europie
W Europie białorzytki białogrzbiete spotkać można w Armenii, Azerbejdżanie, Turcji i Gruzji, a poza sezonem lęgowym – na Cyprze. Ptak zalatuje także do Grecji, a według BirdLife International i do Bułgarii; jednak według checklisty ptaków stwierdzonych w Bułgarii w latach 1800–2008 pojawienie się białorzytki białogrzbietej nie zostało uznane przez Bulgarian National Rarities Committee (BUNARCO). 12 czerwca 1988 miano w okolicach Krastilci (południowo-zachodnia Bułgaria) zaobserwować parę karmiącą młode; wcześniejszego dnia obserwowano śpiewającego samca. Obserwacja nie została uznana za wiarygodną ze względu na brak dobrej dokumentacji, a co za tym idzie możliwość pomylenia potencjalnych białorzytek białogrzbietych z hybrydami białorzytek pstrych (O. pleschanka) i białorzytek rdzawych (O. hispanica), występującymi na tym obszarze.
W Grecji do 2014 włącznie przedstawicieli O. finschi obserwowano 6 razy, w tym 5 razy na Lesbos. W 2013, w kwietniu i czerwcu, obserwowano odpowiednio samicę (w Kawali) i samca (na Karpatos); zebrane materiały (w tym zdjęcia samicy) nie wystarczyły jednak do uznania obserwacji za wiarygodną.

## Morfologia

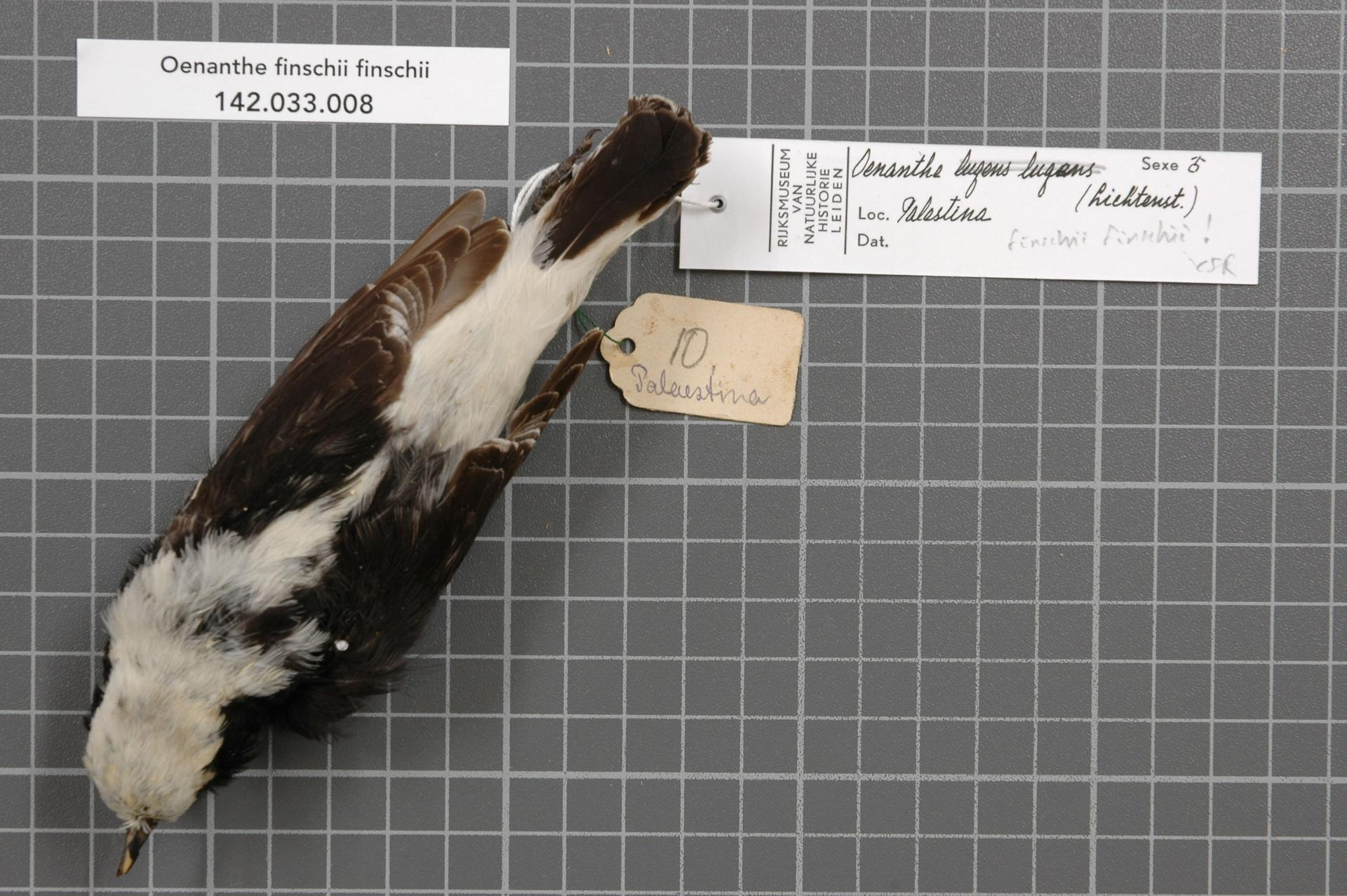
Okaz muzealny – widoczne upierzenie grzbietu

Długość ciała wynosi 14–17,5 cm, masa ciała – 22–32 g. Występuje dymorfizm płciowy w upierzeniu. U samca obszar od środka czoła po grzbiet porastają pióra jasnoszare po kremowobiałe lub białe (zależnie od pory roku). Następnie wierzch ciała zmienia barwę ku białej, kremowej lub beżowej; kolor ten widoczny jest po sam ogon. Sterówki są za to białe, nie licząc środkowej pary, która ma kolor czarny, podobnie jak i paski przed końcem każdej ze sterówek. Boki głowy, gardło, boki szyi i skrzydła czarne (przy złożonym skrzydle; lotki mają w rzeczywistości jaśniejsze lub ciemnoszare chorągiewki wewnętrzne). Pozostała część spodu ciała biała po kremowopłową lub z różowawym nalotem. Dorosłą samicę wyróżniają szarobrązowa głowa i wierzch ciała, z wyjątkiem pokryw usznych w cieplejszym odcieniu lub o barwie rdzawobrązowej. Skrzydła i ogon jak u samca. Broda i gardło mogą mieć kolor od jasnopłowego, poprzez kremowy po biały. Innym wariantem mogą być czarniawe boki głowy, szyi, broda i gardło. Mogą również wystąpić białawe lub płowe końcówki piór, które tworzą półobrożę. Do samic białorzytek białogrzbietych podobne są samice O. l. halophila.
Dla obserwatora nieodróżnialne są samce dorosłe i pierwszoroczne. U ptaków trzymanych w ręce widać, że stare, młodzieńcze lotki i pokrywy pierwszorzędowe są wyraźniej bardziej szarobrązowe niż nowe pokrywy, zaś pokrywy pierwszorzędowe mają węższe krawędzie i szersze końce. Podobnie samice młode i dorosłe są w terenie niemożliwe do rozróżnienia.

### Wymiary szczegółowe
Wymiary dla 20 samców, bez podanego podgatunku (średnia z uzyskanych wartości), w milimetrach:
| Długość skrzydła | D. ogona | D. dzioba | Szerokość dzioba | Głębokość dzioba | Długość skoku | D. środkowego palca |
| ---------------- | -------- | --------- | ---------------- | ---------------- | ------------- | ------------------- |
| 89,7             | 62,4     | 11,2      | 4,7              | 4,4              | 25,9          | 10                  |

Dla przedstawicieli O. f. barnesi (16 samców i 2 samice, w mm):
|     | Długość skrzydła | D. dzioba  | D. skoku | D. ogona |
| --- | ---------------- | ---------- | -------- | -------- |
| 16♂ | 88–93            | 12,7–14,7  | 21,5–27  | 52–62    |
| 2♀  | 85, 92           | 12,8, 13,5 | 23; 23,3 | 51, 60   |

## Ekologia i zachowanie
Białorzytki białogrzbiete lęgną się na nagich, skalistych wzgórzach, również zboczach górskich, w rumowiskach, na stepach, w wąwozach, na otwartych równinach i skrajach pustyń z jedynie z rzadka rozmieszczonymi krzewami i karłowatymi drzewami. W sezonie lęgowym chętniej przebywają na łagodnych zboczach. W Armenii gnieżdżą się na skalistych zboczach zdominowanych przez bylicę (Artemisia), wilczomlecze (Euphorbia), Atraphaxis spinosa (rdestowate), traganki (Astragalus), akantolimon (Acantholimon), Rhamnus pallasii (szakłakowate), migdałowce pospolite (Prunus dulcis), róże dzikie (Rosa canina), dwukolczaki śródziemnomorskie (Paliurus spina-christi) i jałowce (Juniperus). Podczas przelotów pojawiają się na nawodnionych obszarach uprawnych na skrajach pustyń. Zimują, podobnie jak i gniazdują, na skalistych zboczach i stopniowo opadających równinach ze skalnymi wychodniami na obrzeżach półpustyń.
W Afganistanie białorzytki białogrzbiete były stwierdzane na wysokości 700–950 m n.p.m., w południowej Rosji i Azerbejdżanie na 1400–2000 m n.p.m. i na około 2000 m n.p.m.; w Turcji od stosunkowo niskiej wartości 100 m n.p.m. do blisko 2400 m n.p.m.
Przeważnie białorzytki białogrzbiete przebywają samotnie lub w parach, a pod koniec sezonu lęgowego także w grupach rodzinnych. Zazwyczaj białorzytki te rzucają się w oczy, przesiadując na dobrze widocznych kamieniach, ścianach skalnych, drutach i słupkach, ale niekiedy (dotyczy to zwłaszcza samic w sezonie lęgowym) te ptaki bywają również skryte i chowają się wśród kamieni. Lot jest raczej niski, prosty. Podczas żerowania mogą zarówno oglądać ziemię z niskiej gałęzi, rzucając się na ofiarę, jak i biegać i skakać po ziemi. Raz w Izraelu na pustyni Negew obserwowano pokrzewki okularowe (Curruca conspicillata), które podążały za żerującymi białorzytkami białogrzbietymi. Badały one nasady krzewów, na których przed chwilą były białorzytki. Prawdopodobnie pokrzewki łapały owady, które – widząc białorzytki – puściły się roślin, by nie zostać zjedzone.
W zimie terytorialne; bronią terytoriów także przed białorzytkami pustynnymi (O. deserti) i zmiennymi (O. picata); w południowo-zachodnim Iranie zdają się najczęściej unikać białorzytek czarnogłowych (O. albonigra). W sezonie lęgowym białorzytki białogrzbiete przeganiają zarówno inne białorzytki, jak i inne małe ptaki wróblowe. W Jordanii zimujące białorzytki białogrzbiete podgatunku O. f. finschii badano przez trzy sezony od grudnia do wczesnego lutego w czterech miejscach, w północno-zachodniej części kraju. Okazało się, że terytoria mogą osiągać bardzo różne wielkości – przeciętnie 2,8±1,6 ha (dane dla 34 terytoriów); w jednym z miejscu wahały się od 1 do 8 ha. Gdzieniegdzie stosunek liczby samców do liczby samic różnił się znacząco, co wskazuje na wykluczanie samic przez samce z terytoriów bardziej obfitujących w pożywienie i o zagwarantowanym pożywieniu. Wielkość terytoriów samców i samic nie różniła się znacząco. Terytoria badane w Kazachstanie na półwyspie Mangystau miały wielkość 0,7–10 ha.

### Głos
Śpiewają zarówno samce, jak i samice, jednak częściej samce, szczególnie w zygzakowatym locie tokowym. Pieśń przypomina tę wydawaną przez przedstawicieli rodzaju Galerida. Każda zwrotka w pieśni to wysoce zróżnicowana seria czystych gwizdów, świergotu oraz zgrzytających, drażniących dźwięków, sporadycznie również z elementami mimetyzmu. W locie pieśń jest dłuższa i tworzy luźniejszą strukturę, opisywana jest jako piskliwe zee-widdy-widdy-widdy-widdy-tweee (transkrypcja angielska). W zimie białorzytki białogrzbiete odzywają się inną wersją pieśni (ang. subsong), okrojoną i chaotyczną wersją zwykłej pieśni. Głos kontaktowy przedstawicieli O. finschii to czak i zek wydawane w sytuacji lekkiego niepokoju oraz alarmujące sip, często skombinowane z czek w sekwencje.

### Pożywienie
Pożywienie białorzytek białogrzbietych stanowią głównie owady i ich larwy, okazjonalnie także nasiona i inna materia roślinna. Z bezkręgowców zjadają na przykład mrówki, termity, chrząszcze, pluskwiaki, złotookowate, muchówki, prostoskrzydłe, kosarze i pająki. Pozostała część diety nie jest szczegółowo poznana. W 31 żołądkach ptaków z południowo-zachodniego Iranu odnaleziono 2160 kawałków pokarmu, z czego 88% stanowiły mrówki. Mrówki odnaleziono w 90% żołądków, chrząszcze w 61%. Badane osobniki żerowały za dnia podczas zimy, w pozostałych porach roku głównie o świcie i zmierzchu.

### Lęgi
Białorzytki białogrzbiete są monogamiczne, okazjonalnie poligamiczne. Pary formują się zwykle na czas jednego sezonu lęgowego, ale gdzieniegdzie mogą utrzymywać się dłużej. W większości przypadków pary formują się od środka do końca zimy (zwykle przed nadejściem lutego), niekiedy wcześniej, np. w październiku w Uzbekistanie. Samiec podczas zalotów biega po ziemi z rozpostartym ogonem i wysoko trzymaną głową, następnie z nadal rozłożonym ogonem wzlatuje wysoko, śpiewając. Leci po torze łuku, może również na krótko zawisnąć lub wykonać 2–3 koła w powietrzu, nim wróci do punktu, z którego śpiewał. Samce mogą również podchodzić do samic z pochylonymi głowami i płożyć się po ziemi, a następnie podejmować lot tokowy. Uformowana para może odwiedzić kilka potencjalnych miejsc na gniazdo, nim wybierze ostateczne.
Okres lęgowy trwa od środka lutego do czerwca lub początku sierpnia; w północnej części zasięgu większa część gniazd nie jest aktywna przed początkiem kwietnia. Gniazdo budowane jest całkowicie przez samicę, ma formę płaskiego kubeczka. Budulec stanowią suche trawy, małe gałązki, sierść (w tym owcza i kozia) oraz pióra. Swoją konstrukcję ptak umieszcza w zagłębieniu w skałach, w skarpie, niskim klifie; na pustyniach południowej Rosji i centralnej Azji niemal zawsze gniazdo mieści się w norze pieszczanki wielkiej (Rhombomys opimus). Od Bliskiego Wschodu po południowy Kaukaz gniazdo może się mieścić także w norze suwaka (Meriones; miał to być suwak libijski, M. libycus), jednak informacje te wymagają potwierdzenia. W takiej norze do gniazda prowadzi tunel długości 15–75 cm, wyściełany na spodzie drobnymi kamykami, kawałkami kości lub odłamkami porcelany.
W zniesieniu znajduje się od 4 do 6 jaj. Barwą tła skorupki jest biel, niekiedy z bardzo delikatnym, różowym nalotem; skorupkę pokrywają czerwonobrązowe plamki. Samica wysiaduje jaja sama przez 12–13 dni; młodymi zajmują się zarówno samiec, jak i samica. Pisklęta otrzymują między innymi chrząszcze, gąsienice i prostoskrzydłe. Młode są w pełni opierzone po 15–16 dniach życia. Mogą po opierzeniu tworzyć grupy rodzinne. Gniazdo może znajdować się w tym samym miejscu przez różne sezony, ale przy kolejnych lęgach budowane są zawsze nowe gniazda.

## Status
IUCN uznaje białorzytkę białogrzbietą za gatunek najmniejszej troski (LC, Least Concern) nieprzerwanie od 1988 (stan w 2020). Globalny stan populacji jest oceniany przez BirdLife International jako stabilny. Według szacunków z 2015, Europę mogło wówczas zamieszkiwać od 102 do 312 tysięcy par lęgowych. Gatunek wspomniany jest w Załączniku II CMS (Konwencja o ochronie wędrownych gatunków dzikich zwierząt). Poza tym brak działań ochronnych; gatunek nie wymaga działań ochronnych.